# Laura Shapiro
Laura Shapiro (Cambridge, 20 de junio de 1946) es una escritora, historiadora culinaria y periodista estadounidense.

## Biografía
Nació en Cambridge (Massachusetts), Estados Unidos, el 20 de junio de 1946.
Comenzó su carrera como escritora en The Real Paper, un periódico fundado en 1972 y distribuido en área de Boston en el que escribía la columna dedicada a mujeres. En esta publicación ejerció labores como asistente de editor, como reportera y también reseñando trabajos artísticos y literarios entre 1969 y 1979. Además de escritora, ha sido crítica de baile y crítica literaria en diferentes publicaciones desde la década de los setenta del siglo XX, entre ellas el Boston Herald-Traveler, Boston Globe, Mother Jones, Weekly o Ballet News.
Durante dieciséis años, entre 1984 y 1999, fue columnista de Newsweek , trabajo por el que recibió numerosos premios y reconocimientos. Sus ensayos y columnas han aparecido además en otras publicaciones, entre ellas The New York Times, The New Yorker, Gourmet, Gastronomica o Conde Nast Traveler.
En el curso 2009-2010 fue miembro de The Dorothy and Lewis B. Cullman Center for Scholars and Writers de la Biblioteca Pública de Nueva York. En 2012 fue cocuradora junto a Rebecca Federman de la exposición Lunch Hour NYC, dedicada a conocer la aparición y evolución del almuerzo como fenómeno neoyorquino.
Como experta conocedora y autora de una biografía de la vida de Julia Child, participó en 2012 en la apertura del simposio dedicado a esta cocinera en el Instituto Radcliffe de la Universidad de Harvard.
En 2016 intervino junto a Michael Pollan en el documental de Netflix Cooked inspirado en el libro Cooked: A Natural History of Transformation (Cocinado: una historial natural de la transformación) del mismo autor.
En 2018 participó en el podcast The Cake Historian para hablar de su trabajo como historiadora culinaria y de su libro What She Ate. En 2019, fue invitada a uno de los episodios del podcast de Heritage Radio Network llamado Inside Julias' Kitchen para hablar sobre la vida de la cocinera Julia Child.

## Obras
Autora de cuatro libros, Laura Shapiro aborda en su obra la cuestión de la mujer y el hecho culinario más allá del ámbito profesional y público de la cocina. Sus obras entran en la esfera privada, doméstica, desde la que observa aspectos sociales que trascienden el hecho culinario. Su obra también derriba mitos asentados como el del ama de casa americana que se entrega a la cocina en una época en la que muchas mujeres ya trabajaban fuera del hogar.
Su primer libro fue publicado en 1986 por University of California Press, Perfection Salad: Women and Cooking at the Turn of the Century y ha sido reeditado en numerosas ocasiones con un nuevo prólogo y se encuentra dedicado a analizar la transformación de la cocina americana. Su segunda obra, Something from the Oven: Reinventing Dinner in 1950s America, publicado por Viking en 2004, continúa con el tratamiento de la historia de la cocina americana, en esta ocasión centrándose en la evolución de la alimentación durante la industrialización y el modelo alimentario que siguió a la Segunda Guerra Mundial en la década de los años cincuenta del siglo XX.
En 2007 publicó su primera biografía, titulada Julia Child: A Life y publicada por Penguin Lives, en la que aborda la vida de la cocinera americana. Este libro le valdría el premio Literary Food Writing de la International Association of Culinary Professionals un año más tarde, en 2008.
What She Ate: Six Remarkable Women and the Food That Tells Their Stories es su último título, publicado en 2017. En esta obra Shapiro aborda la vida de seis mujeres en diferentes momentos históricos (Dorothy Wordsworth, Rosa Lewis, Eleanor Roosevelt, Eva Braun, Barbara Pym y Helen Gurley Brown) en formato de ensayos biográficos cuyo epicentro narrativo se encuentra en la comida.

## Premios y reconocimientos
- El premio de New England Women's Press Association en 1976.[1]
- El premio periodístico de James Beard Foundation en 1995[14]
- El premio Literary Food Writing de la International Association of Culinary Professionals en 2008.[15]